# Lorenzo Ferro
Lorenzo "Toto" Ferro (Buenos Aires, 9 de novembre de 1998), també conegut artísticament com Kiddo Toto, és un actor, cantant i compositor argentí. Va saltar a la fama pel seu rol protagonista en la pel·lícula El Ángel (2018), on va interpretar al criminal Carlos Robledo Puch.

## Vida i carrera
Lorenzo Ferro va néixer el 9 de novembre de 1998 en Buenos Aires. És fill de l'actor Rafael Ferro i la vestuarista Cecilia Allassia, des de molt nen va viure de prop la professió del seu pare. Va participar en batalles de rap improvisades amb els seus amics sota el nom de «Toto».
Va estudiar actuació teatral amb Alejandro Catalán. El 2018 Ferro va encarnar a l'assassí en sèrie argentí Carlos Eduardo Robledo Puch en la pel·lícula El Ángel, dirigida per Luis Ortega.
En 2019, va interpretar a Cristian Pardo en la tercera temporada de El marginal, un intern nouvingut, fill d'un important empresari el qual als Borges se'ls encomana protegir.
Sota el nom de Kiddo Toto va demostrar el seu talent com a cantant de trap.

## Filmografia

### Cinema
| Any  | Títol    | Rol                 | Distribució      | Notes        |
| ---- | -------- | ------------------- | ---------------- | ------------ |
| 2018 | El Ángel | Carlos Robledo Puch | 20th Century Fox | Protagonista |

### Televisió
| Any  | Títol          | Rol                   | Canal              | Notes                           |
| ---- | -------------- | --------------------- | ------------------ | ------------------------------- |
| 2019 | El marginal    | Cristian Pardo "Moco" | Televisión Pública | Reparto principal (temporada 3) |
| 2021 | Narcos: Mexico | Alex Hodoyan          | Netflix            | Reparto principal (temporada 3) |
| 2022 | Fanático       | Lázaro / Sava Quimera | Netflix            | Protagonista                    |

## Premis i nominacions
| Llista de premis i nominacions | Llista de premis i nominacions                                   | Llista de premis i nominacions   | Llista de premis i nominacions | Llista de premis i nominacions | Llista de premis i nominacions | Llista de premis i nominacions |
| Any                            | Organització                                                     | Categoria                        | Treball                        | Resultat                       | Ref.                           |                                |
| ------------------------------ | ---------------------------------------------------------------- | -------------------------------- | ------------------------------ | ------------------------------ | ------------------------------ | ------------------------------ |
| 2018                           | Premi Iberoamericà de Cinema Fènix                               | Millor Actuació Masculina        | El Ángel                       | Guanyador                      | [ 6 ]                          |                                |
| 2018                           | Festival Internacional del Nou Cinema Llatinoamericà de l'Havana | Mejor Actor                      | El Ángel                       | Guanyador                      | [ 7 ]                          |                                |
| 2018                           | New Mexico Film Critics                                          | Millor Actor Jove                | El Ángel                       | Nominat                        | [ 8 ]                          |                                |
| 2019                           | Premis Platino                                                   | Millor Interpretació Masculina   | El Ángel                       | Nominat                        | [ 9 ]                          |                                |
| 2019                           | Premis Cóndor de Plata                                           | Revelació Masculina              | El Ángel                       | Guanyador                      | [ 10 ]                         |                                |
| 2019                           | Festival Internacional de Cinema de Seattle                      | Millor Actor                     | El Ángel                       | Nominat                        | [ 11 ]                         |                                |
| 2019                           | Premis Sur                                                       | Millor Actor Revelació           | El Ángel                       | Guanyador                      | [ 12 ]                         |                                |
| 2019                           | Premis Notirey                                                   | Revelació Masculina en Televisió | El Marginal                    | Nominat                        | [ 13 ]                         |                                |
| 2019                           | Produ Awards                                                     | Actor Revelació                  | El Marginal                    | Guanyador                      | [ 14 ]                         |                                |

## Discografia

### Àlbums d'estudi
| Títol     | Detalls                                                                                        |
| --------- | ---------------------------------------------------------------------------------------------- |
| Re$friado | - Llançament: 15 de març de 2019 - Discogràfica: TDA - Formats: descàrrega digital i streaming |

### Senzills

#### Com a artista principal
| Any  | Títol                                                     | Posicionament en llistes | Àlbum               |
| Any  | Títol                                                     | ARG                      | Àlbum               |
| ---- | --------------------------------------------------------- | ------------------------ | ------------------- |
| 2018 | «Choqué el auto e papá»                                   | —                        | Re$friado           |
| 2019 | «Pary 10» (amb Gandu)                                     | —                        | Re$friado           |
| 2019 | «Kiddo Toto: Bzrp Music Sessions, Vol. 11» (amb Bizarrap) | —                        | Senzill sense àlbum |
| 2019 | «Two 1 Two» (amb Cieloazul)                               | 72                       |                     |
| 2020 | «Scoco» (amb Louta i Bhavi)                               | —                        |                     |
| 2020 | «Jordan» (amb Lucho SSJ)                                  | —                        |                     |
| 2020 | «Waxxa» (amb Oniria, Big Soto i Jesse Baez)               | —                        |                     |
| 2020 | «Caen» (amb Cieloazul)                                    | —                        |                     |
| 2021 | «Penas idiotas»                                           |                          |                     |

#### Com a artista convidat
| Any  | Títol                                    | Àlbum               |
| ---- | ---------------------------------------- | ------------------- |
| 2020 | «Jaguar» (de Cieloazul amb Kiddo Toto)   | Senzill sense àlbum |
| 2020 | «Mucho» (de Malena Villa smb Kiddo Toto) |                     |

### Aparicions especials
| Any  | Títol                              | Àlbum  |
| ---- | ---------------------------------- | ------ |
| 2020 | «Tiempo» (de Gandu con Kiddo Toto) | Tiempo |

### Vídeos musicals

#### Com a artista principal
| Any  | Cançó                   | Director(s)                                 | Ref.   |
| ---- | ----------------------- | ------------------------------------------- | ------ |
| 2018 | «Choqué el auto e papá» | Gabriel Bosisio                             | [ 17 ] |
| 2019 | «Two 1 Two»             | Gabriel Bosisio                             | [ 18 ] |
| 2020 | «Jordan»                | Gabriel Bosisio                             | [ 19 ] |
| 2020 | «Waxxa»                 | Lautaro Furiolo                             | [ 20 ] |
| 2020 | «Caen»                  | Lorenzo Ferro Lucas Vignale                 | [ 21 ] |
| 2021 | «Penas idiotas»         | Lorenzo Ferro Anna Tormenta Esteban Perroud | [ 22 ] |

#### Com a artista convidat
| Any  | Cançó                                   | Director(s)                 | Ref.   |
| ---- | --------------------------------------- | --------------------------- | ------ |
| 2020 | «Jaguar» (de Cieloazul amb Kiddo Toto   | Lucas Vignale Lorenzo Ferro | [ 23 ] |
| 2020 | «Mucho» (de Malena Villa amb Kiddo Toto | Gabriel Bosisio             | [ 24 ] |